# Nepenthes jamban
Nepenthes jamban är en tvåhjärtbladig växtart som beskrevs av Chi. C. Lee, Hernawati och Akhriadi. Nepenthes jamban ingår i släktet Nepenthes och familjen Nepenthaceae. Inga underarter finns listade i Catalogue of Life.

## Bildgalleri

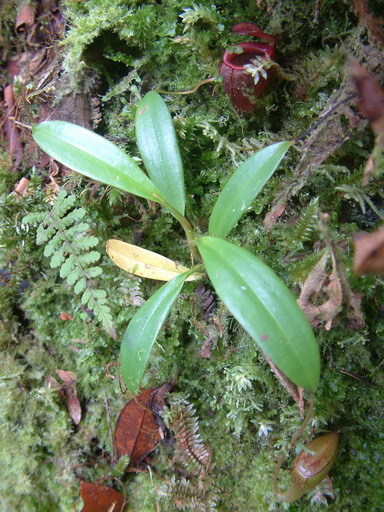
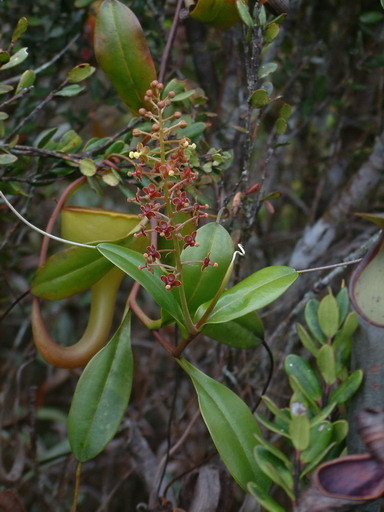
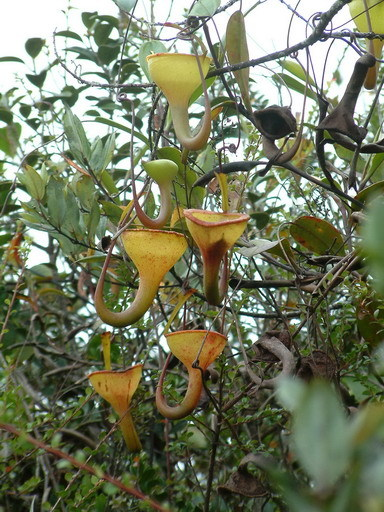
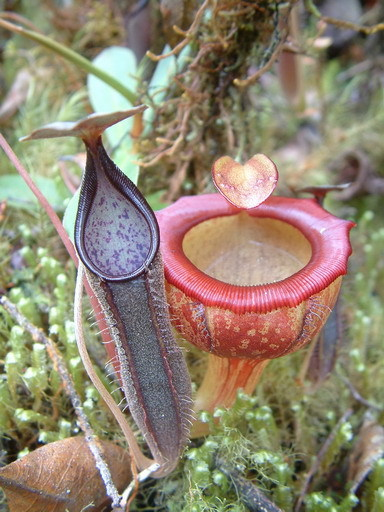
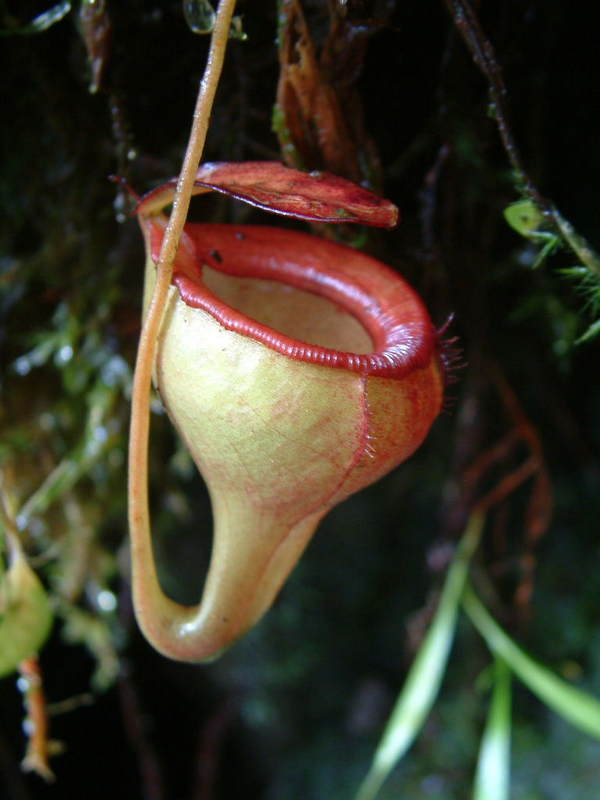
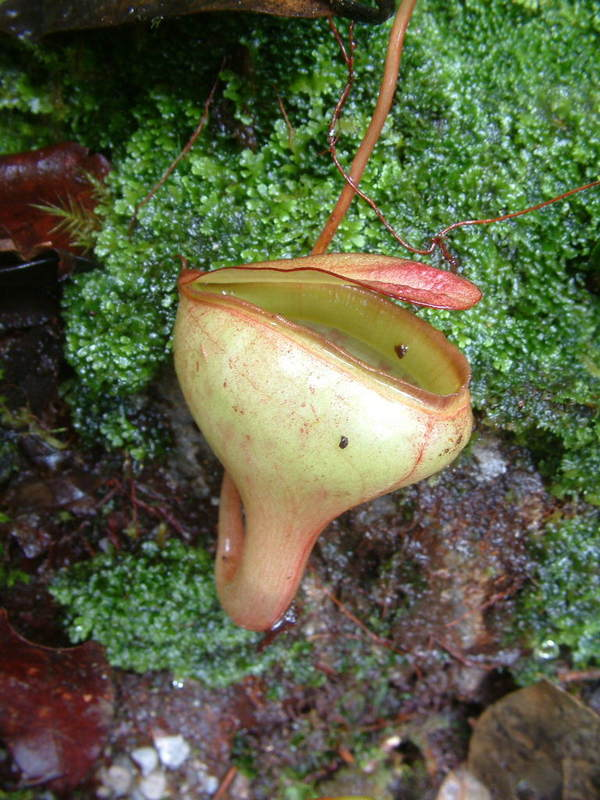